# Forges (Charente-Maritime)
Forges ist eine französische Gemeinde mit 1.323 Einwohnern (Stand: 1. Januar 2022) im Département Charente-Maritime in der Region Nouvelle-Aquitaine; sie gehört zum Arrondissement Rochefort und ist Teil des Kantons Surgères. Die Einwohner werden Forgiens genannt.

## Geographie
Forges liegt etwa 24 Kilometer östlich von La Rochelle in der historischen Region Aunis. Umgeben wird Forges von den Nachbargemeinden Virson im Norden, Chambon im Osten und Nordosten, Landrais im Süden und Südosten, Le Thou im Südwesten sowie Aigrefeuille-d’Aunis im Westen.

## Bevölkerungsentwicklung
| Jahr                      | 1962 | 1968 | 1975 | 1982 | 1990 | 1999 | 2006 | 2013 | 2019 |
| Einwohner                 | 759  | 718  | 714  | 805  | 786  | 903  | 1092 | 1237 | 1316 |
| Quelle: Cassini und INSEE |      |      |      |      |      |      |      |      |      |

## Sehenswürdigkeiten
- Kirche Saint-Laurent (siehe auch: Liste der Monuments historiques in Forges (Charente-Maritime))
- Mühle von Puydrouard

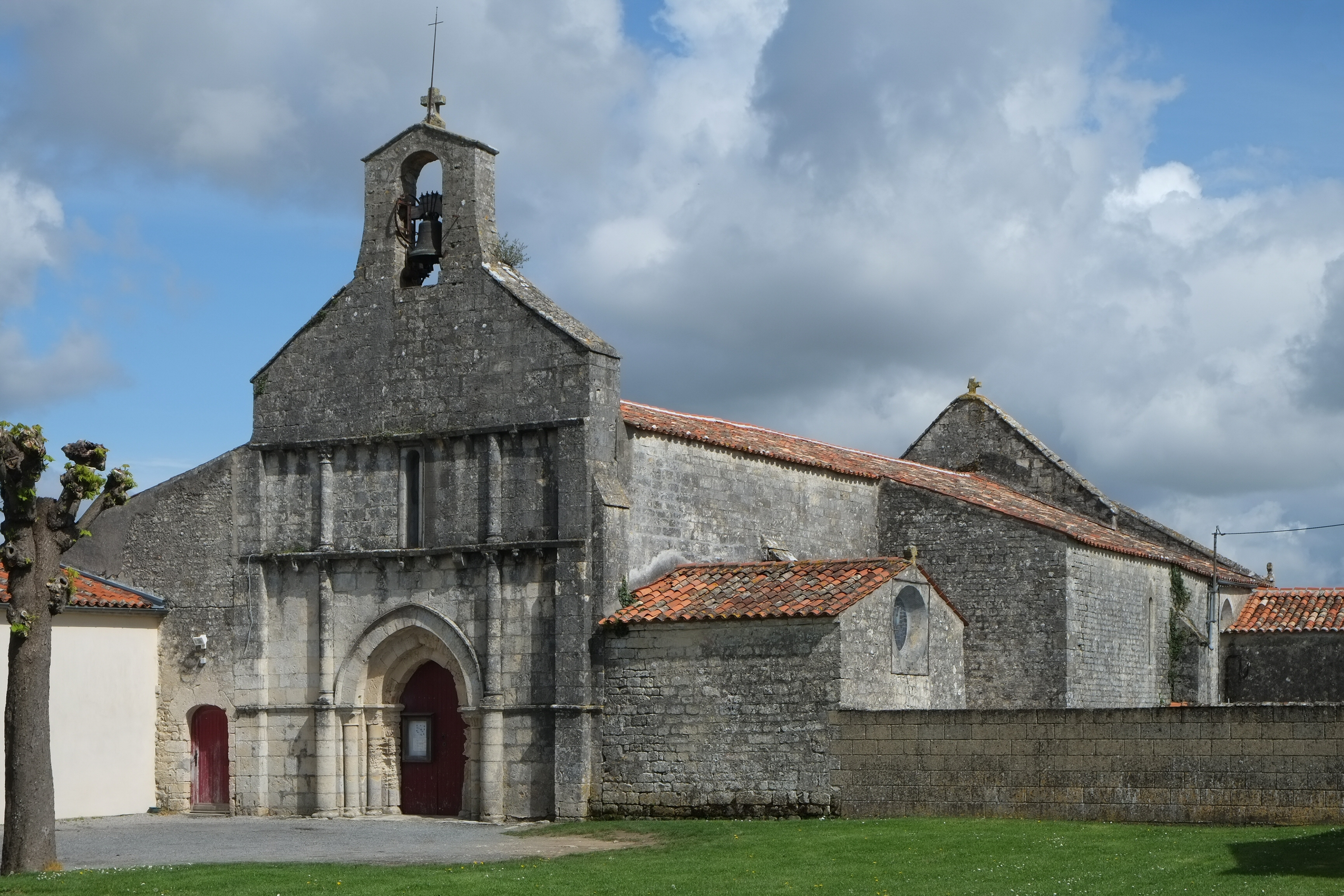
Kirche Saint-Laurent
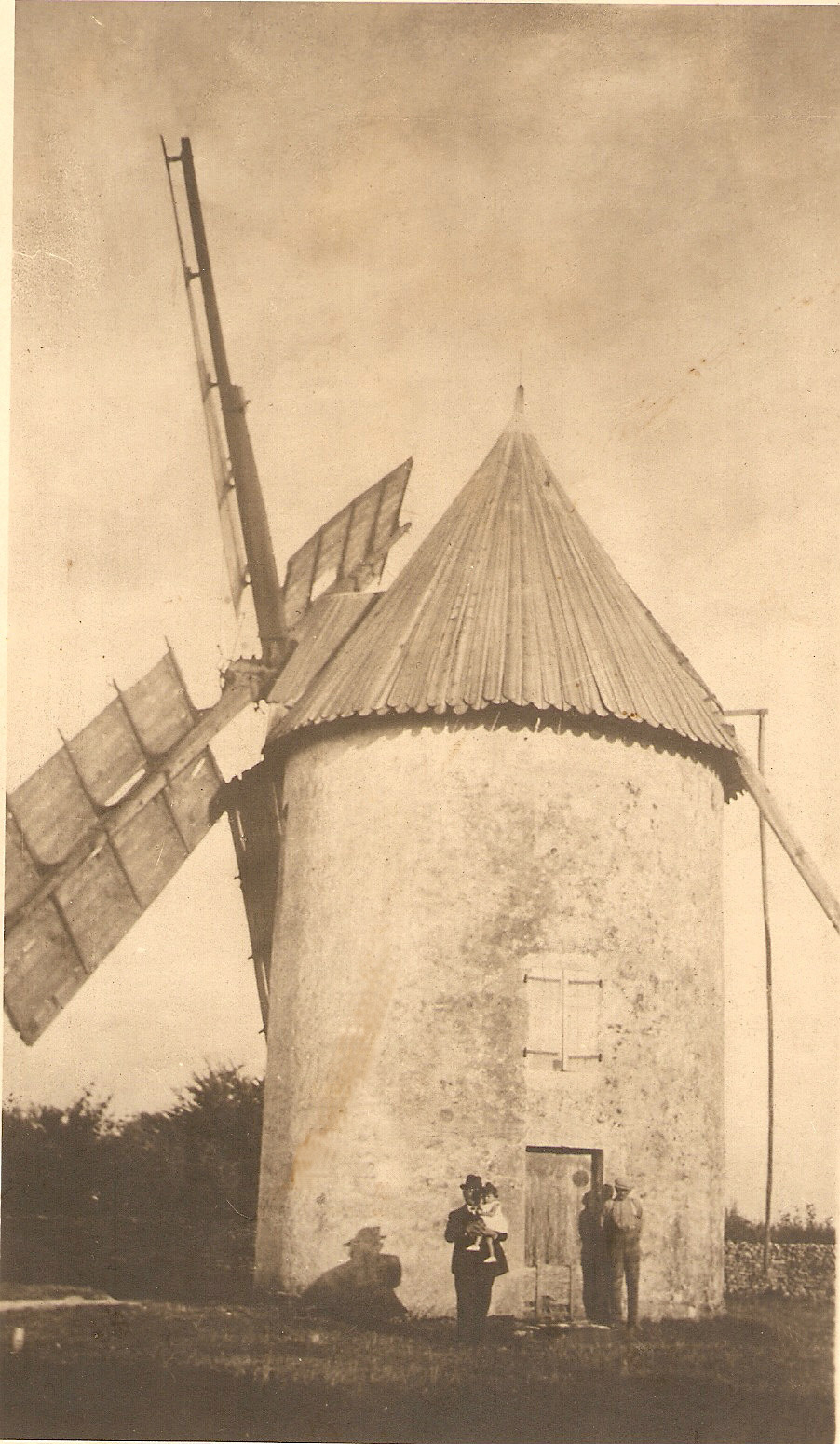
Mühle von Puydrouard